# 스레드 (인터넷)

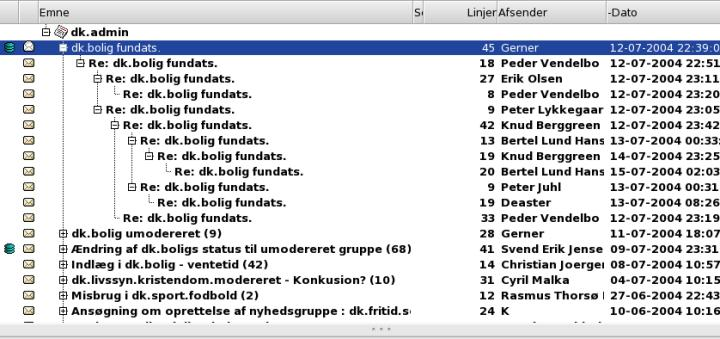

스레드(thread) 또는 글타래는 전자우편 클라이언트, 전자 게시판, 유즈넷 뉴스그룹, 인터넷 포럼에서 사용하는 기능으로, 메시지에 달린 답메시지를 소프트웨어가 시각적으로 그룹화해서 보여준다. 게시물과 댓글의 기본 형태가 동일하여, 대한민국에서 널리 사용되는 BBS 방식과 대비된다.
트위터가 유행을 타면서 2016년경부터 다양한 분야에서 글타래 방식의 커뮤니케이션 모드를 제공하고 있다.

## 같이 보기
- 전자 게시판